# Stenomicra angustata
Stenomicra angustata is een vliegensoort uit de familie van de Aulacigastridae. De wetenschappelijke naam van de soort is voor het eerst geldig gepubliceerd in 1900 door Coquillett.